# Krzyż Wybitnej Służby (Stany Zjednoczone)
Krzyż Wybitnej Służby, wzgl. Krzyż za Wybitną Służbę (ang. Distinguished Service Cross, w skrócie DSC) – drugie w hierarchii ważności odznaczenie w armii amerykańskiej (po Medalu Honoru), ustanowione 2 stycznia 1918 przez prezydenta Woodrowa Wilsona i oficjalnie przyjęte przez Kongres amerykański 9 lipca 1918. Jest równorzędne z Krzyżem Marynarki Wojennej i Krzyżem Sił Powietrznych przyznawanym w marynarce wojennej i siłach powietrznych.
DSC przyznawany jest za nadzwyczajną odwagę i czyny na polu walki i w obliczu wroga. Odznaczony ma prawo do wyższej o 10% emerytury wojskowej o ile co najmniej 20 lat przesłużył w wojsku.
Kolejne nadania Krzyża oznacza się umieszczając na wstążce i baretce brązowe okucie w kształcie dębowego liścia (oak leaf cluster). Srebrne okucie zastępuje pięć brązowych.